# Nomada odontophora
Nomada odontophora là một loài Hymenoptera trong họ Apidae. Loài này được Kohl mô tả khoa học năm 1905.